# Liste d'exoplanètes de l'Aigle
La liste d'exoplanètes de l'Aigle recense les différentes planètes découvertes dans la constellation de l'Aigle. Elles sont classées par ordre alphabétique dans un tableau triable selon le nom de leur étoile, leur nom, leur distance par rapport au Système solaire leurs caractéristiques physiques et orbitales, ainsi que leur méthode et année de découverte. Les planètes non-confirmées ou rejetées ayant été suffisamment notables pour avoir un article sont signalées par un fond rouge.
Pour les exoplanètes détectées uniquement par vitesses radiales, la valeur de la masse est en fait une limite inférieure (voir l'article Masse minimale pour plus d'informations).

## Planètes de la constellation de l'Aigle
Les données de ce tableau ont pour source L'Encyclopédie des planètes extrasolaires de l’Observatoire de Paris.

| Étoile                | Nom et source | Distance (al) | Masse (MJ) | Rayon (RJ) | Période (jours ou années a) | Demi-grand axe (ua) | Temp. (K) | Découverte        | Découverte |      |
| Étoile                | Nom et source | Distance (al) | Masse (MJ) | Rayon (RJ) | Période (jours ou années a) | Demi-grand axe (ua) | Temp. (K) | Méthode           | Année      |      |
| --------------------- | ------------- | ------------- | ---------- | ---------- | --------------------------- | ------------------- | --------- | ----------------- | ---------- | ---- |
| CoRoT-2               | b             | 980           | 3,31       | 1,465      | 1,7429964                   | 0,0281              |           | Transits          | Année      | 2007 |
| CoRoT-3               | b             | 2 220         | 21,66      | 1,19       | 4,2567994                   | 0,057               |           | Transits          | 2008       |      |
| CoRoT-8               | b             | 1 240         | 0,2158     | 0,5692     | 6,21229                     | 0,063               |           | Transits          | 2010       |      |
| CoRoT-10              | b             | 1 125         | 2,75       | 0,97       | 13,2406                     | 0,1055              |           | Transits          | 2010       |      |
| HAT-P-41              | b             | 1 120         | 0,8        | 1,685      | 2,694047                    | 0,0426              |           | Transits          | 2012       |      |
| HD 179079             | b             | 207,7         | 0,076      |            | 14,4708                     | 0,1214              |           | Vitesses radiales | 2009       |      |
| HD 183263             | b             | 177           | 3,67       |            | 626,5 ~1,7 a                | 1,51                |           | Vitesses radiales | 2004       |      |
| HD 183263             | c             | 177           | 3,82       |            | 2 950 ~8,1 a                | 4,25                |           | Vitesses radiales | 2008       |      |
| HD 192263 (Phoenicia) | b (Beyrouth)  | 64,9          | 0,733      |            | 24,3587                     | 0,15312             |           | Vitesses radiales | 1999       |      |
| HD 192699 (Chechia)   | b (Khomsa)    | 219,8         | 2,096      | 1,206      | 340,94                      | 1,063               |           | Vitesses radiales | 2007       |      |
| WASP-74               | b             | 391           | 0,826      | 1,248      | 2,13775138                  | 0,03443             | 1 865     | Transits          | 2014       |      |
| WASP-80 (Petra)       | b (Wadirum)   | 196           | 0,554      | 0,952      | 3,06785204                  | 0,0346              |           | Transits          | 2012       |      |
| Xi Aquilae (Libertas) | b (Fortitudo) | 204,4         | 2,02       |            | 136,75                      | 0,58                |           | Vitesses radiales | 2008       |      |